# AVENSA-Flug 034
Der AVENSA-Flug 034 (Flugnummer IATA: VE034, ICAO: AVE034, Funkrufzeichen: AVE 034) war ein Inlandslinienflug der AVENSA von Cabimas nach Caracas. Am 28. Mai 1985 ereignete sich auf diesem Flug ein schwerer Flugunfall, als die eingesetzte Convair CV-580 im Anfangssteigflug einen Hügel streifte und anschließend in einem Waldstück notgelandet werden musste. Bei dem Unfall kamen zwei der 13 Insassen ums Leben.

## Maschine
Die betroffene Maschine trug die Werknummer 157 und wurde 1954  als Convair CV-340-31 gebaut und am 19. Februar 1954 an United Air Lines ausgeliefert, bei der sie mit dem Luftfahrzeugkennzeichen N73147 und dem Taufnamen Tacoma in Betrieb genommen wurde. Im Dezember 1959 wurde die Maschine wieder außer Betrieb genommen und im Jahr 1960 durch die Humble Oil Refining Corporation übernommen, bei der sie zu einer Convair CV-580 umgebaut wurde. Im Jahr 1967 wurde die Maschine durch die AVENSA übernommen, die sie mit dem Kennzeichen YV-C-AVG wieder zuließ. Im Jahr 1975 wurde die Maschine bei der AVENSA auf das Kennzeichen YV-54C umregistriert. Im September 1978 übernahm das Flugzeugleasingunternehmen Plymouth Leasing die Maschine, ließ sie mit dem Luftfahrzeugkennzeichen N90420 wieder zu und verleaste sie ab März 1979 an die AVENSA, die sie ihrerseits an Great Northern Airlines weiterverleaste. Im Juli 1979 wurde das Kennzeichen in N585GN umgeändert. Ab dem Jahr 1980 verleaste AVENSA die Maschine an Interstate Airlines, ab August 1980 war die Maschine mit dem neuen Luftfahrzeugkennzeichen N587PL zugelassen und erhielt eine komplett weiße Bemalung, mit der sie am 28. September 1982 in Dayton, Ohio gesichtet wurde. Ab August 1983 verleaste AVENSA die Maschine an Midwest Express Airlines, bei der die Maschine das Kennzeichen N500ME trug. Im Dezember 1983 kehrte die Maschine in die Flotte der AVENSA zurück und trug fortan das Luftfahrzeugkennzeichen YV-84C. Das zweimotorige Mittelstreckenflugzeug war mit zwei Turboproptriebwerken des Typs Allison 501-D13D ausgerüstet.

## Insassen
Den Flug von Cabimas nach Caracas hatten acht Passagiere angetreten. Es befand sich eine fünfköpfige Besatzung an Bord der Maschine.

## Unfallhergang
Der Start der Maschine zum Flug nach Caracas erfolgte von der Startbahn 06. Nach dem Start vom Flughafen Cabimas-Oro Negro gewann die Maschine nur langsam an Höhe, während sie sich ansteigendem Gelände näherte. Etwa 500 Meter hinter dem Ende der Landebahn streifte sie einen Hügel. Die Maschine war infolgedessen nicht mehr flugfähig, sodass eine sofortige Notlandung im Gelände erforderlich wurde. Die Piloten setzten die Maschine in einem Waldstück etwa 1.500 Meter weiter auf. Die Maschine wurde durch den Unfall so schwer beschädigt, dass sie als Totalverlust abgeschrieben werden musste. Zwei der 13 Insassen wurden getötet.